# Baia della Tavola
La baia della Tavola (Tafelbaai in afrikaans, Table Bay in inglese) è una baia naturale dell'oceano Atlantico sulla quale si affaccia la città sudafricana di Città del Capo. Situata a nord della penisola del Capo, prende il nome dall'omonima montagna dalla caratteristica forma piatta.

## Galleria d'immagini

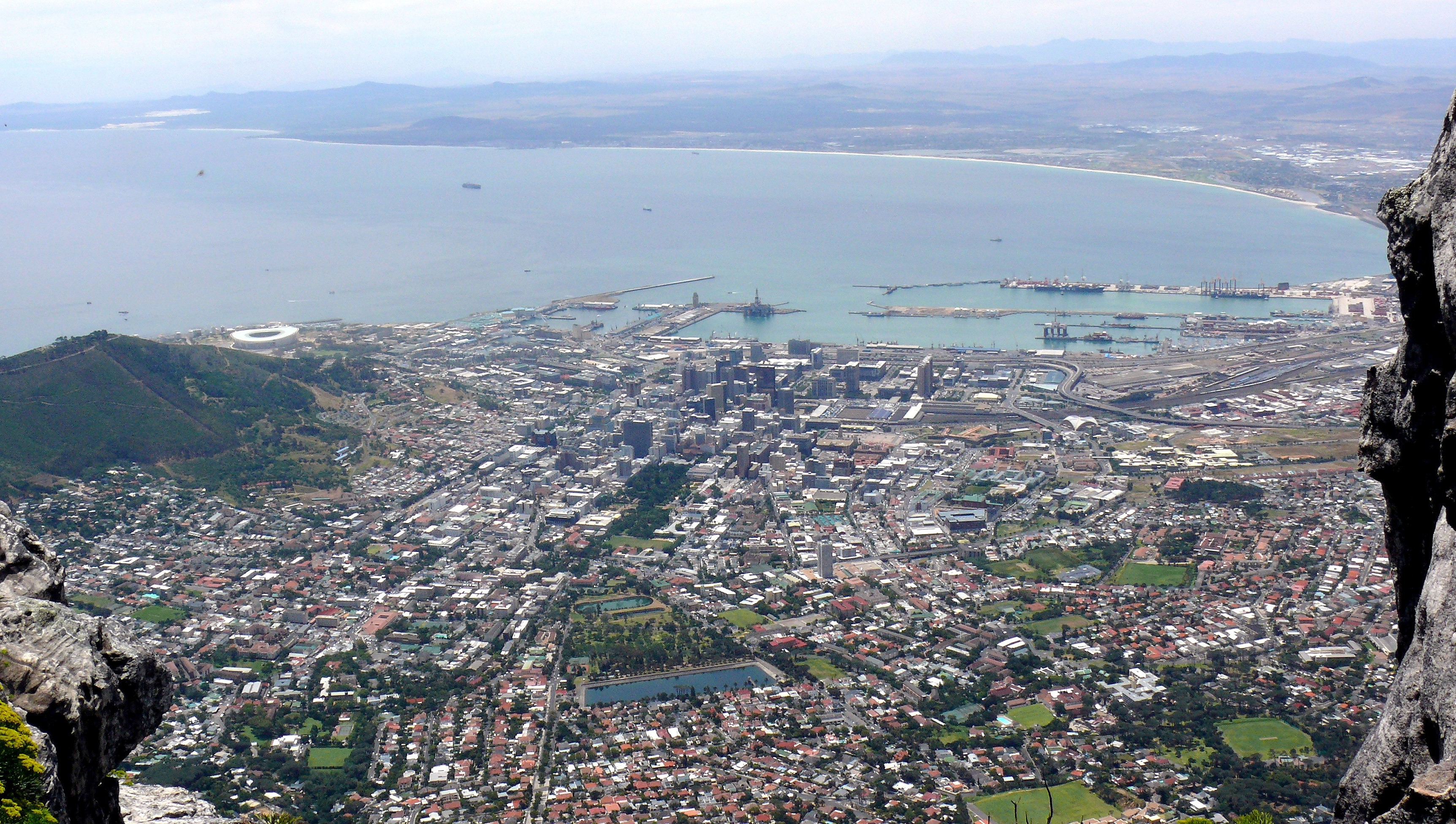
Veduta della baia della Tavola e del porto e del City Bowl di Città del Capo dalla cima dell'omonima montagna della Tavola.

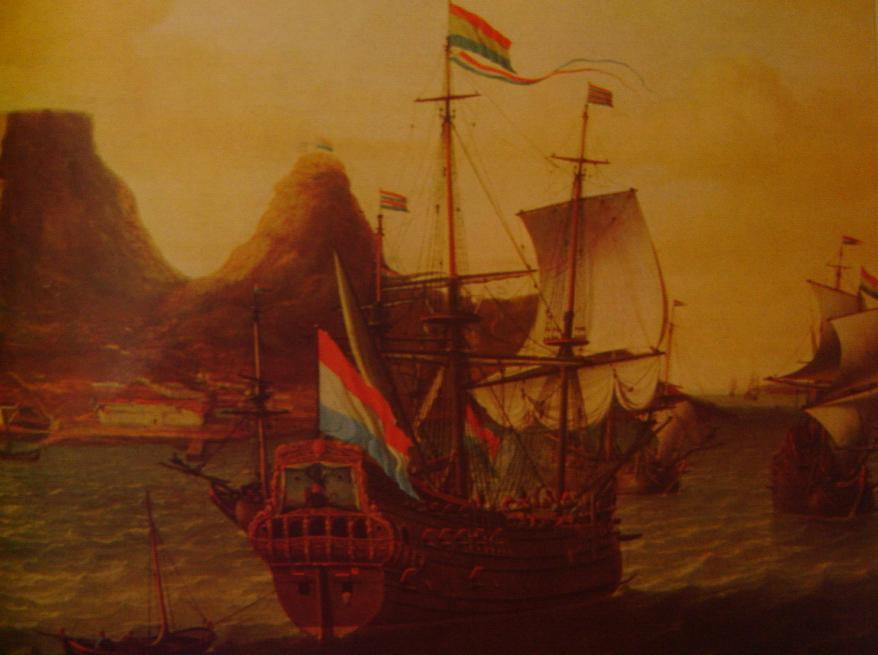
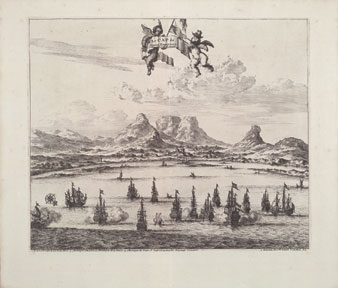
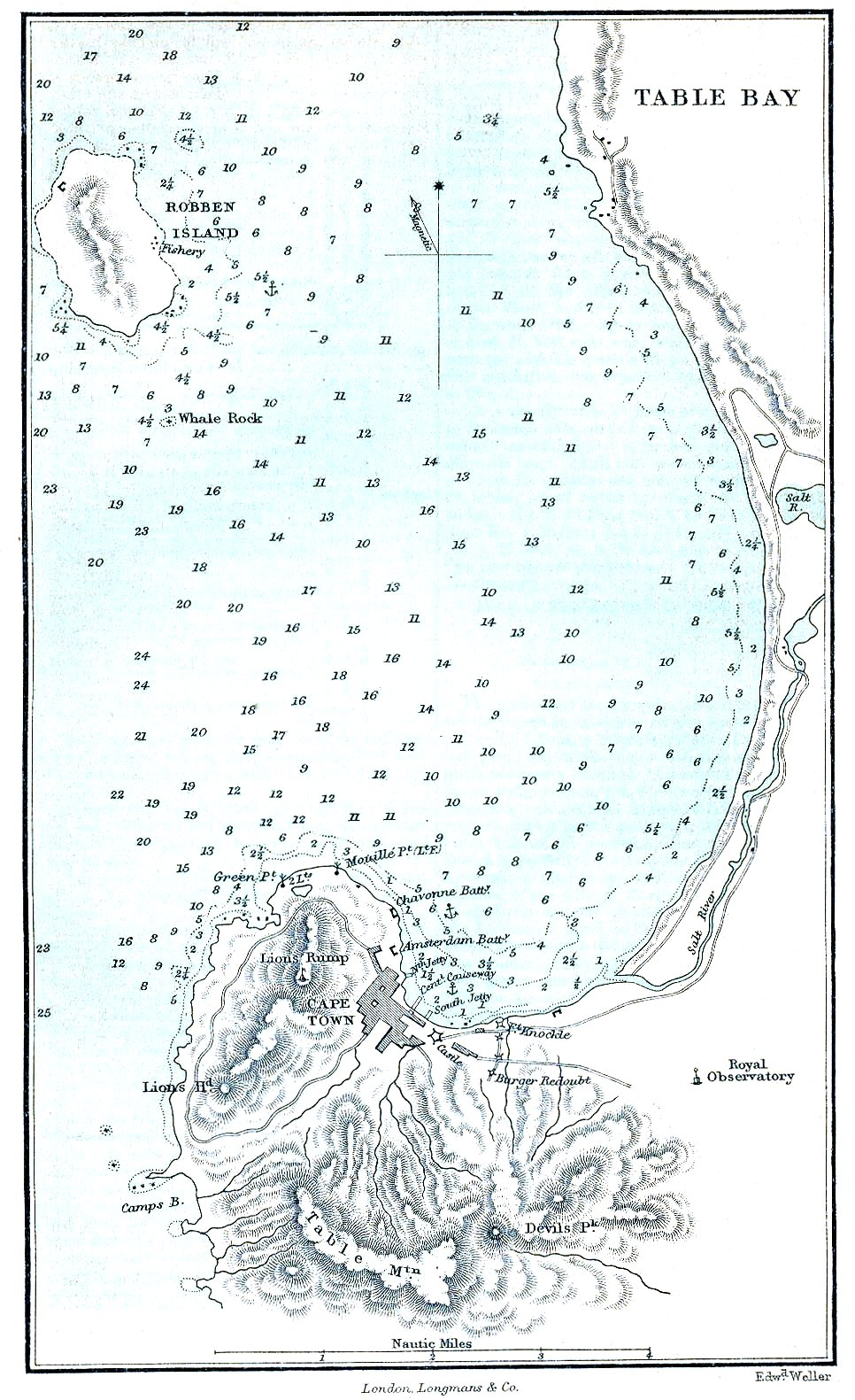
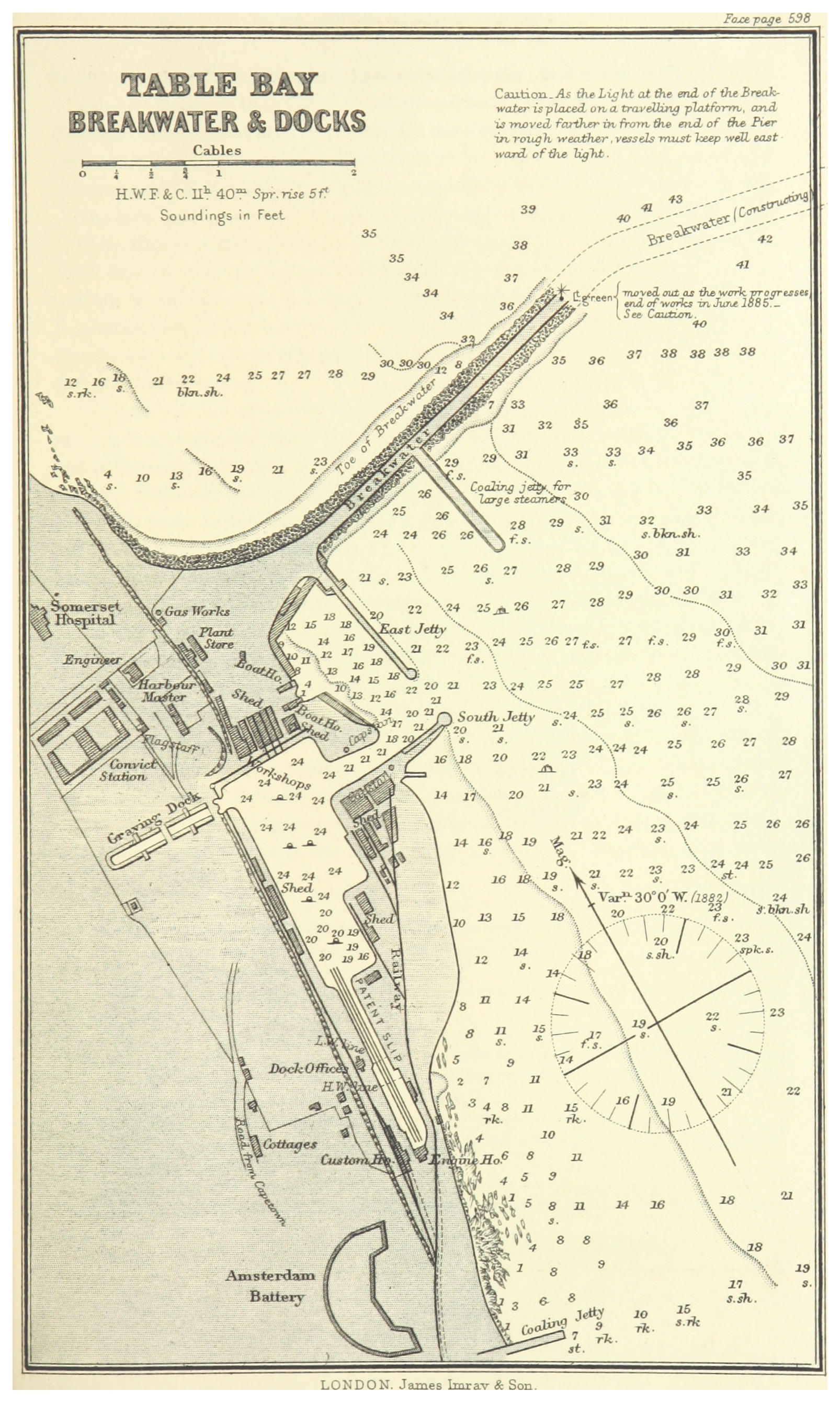
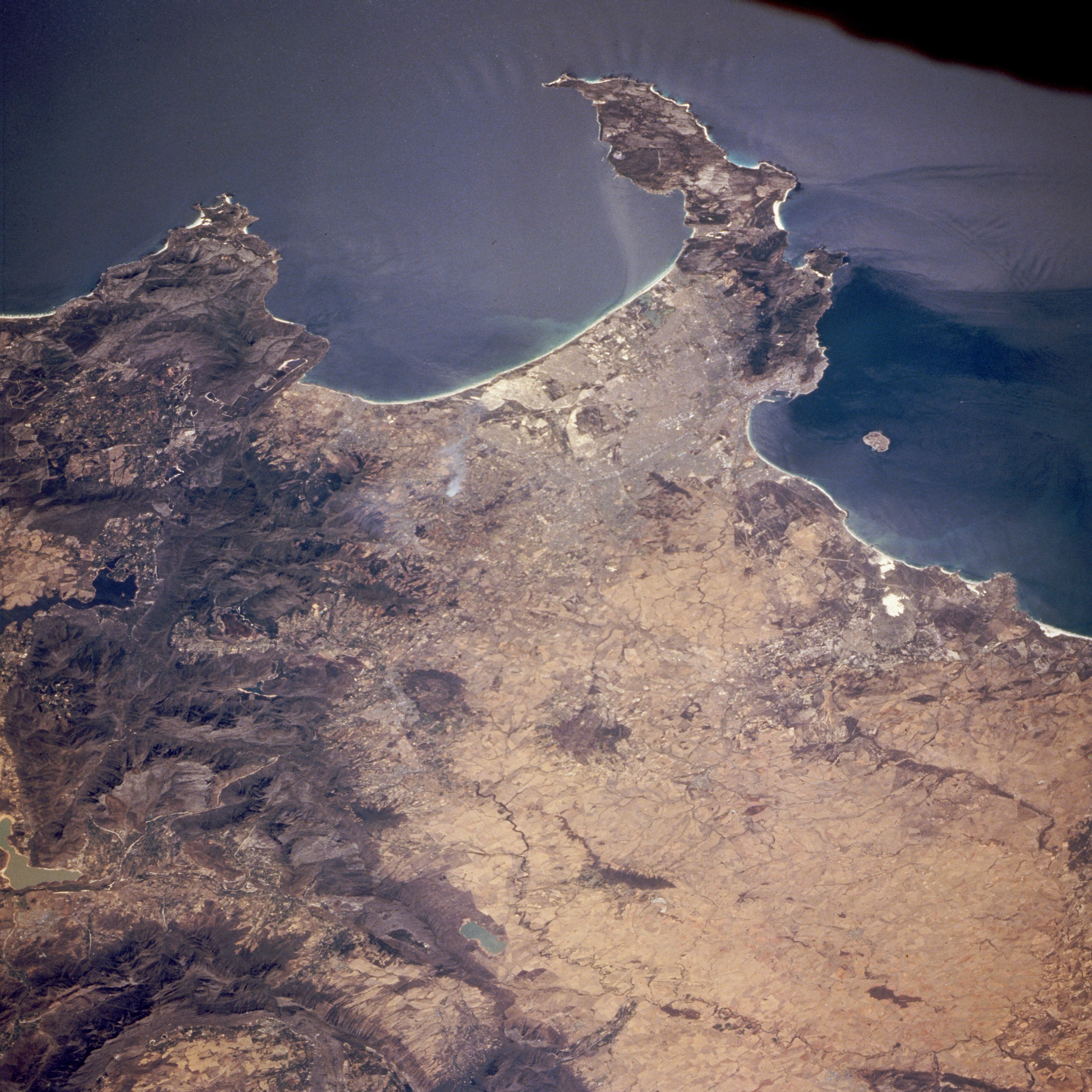
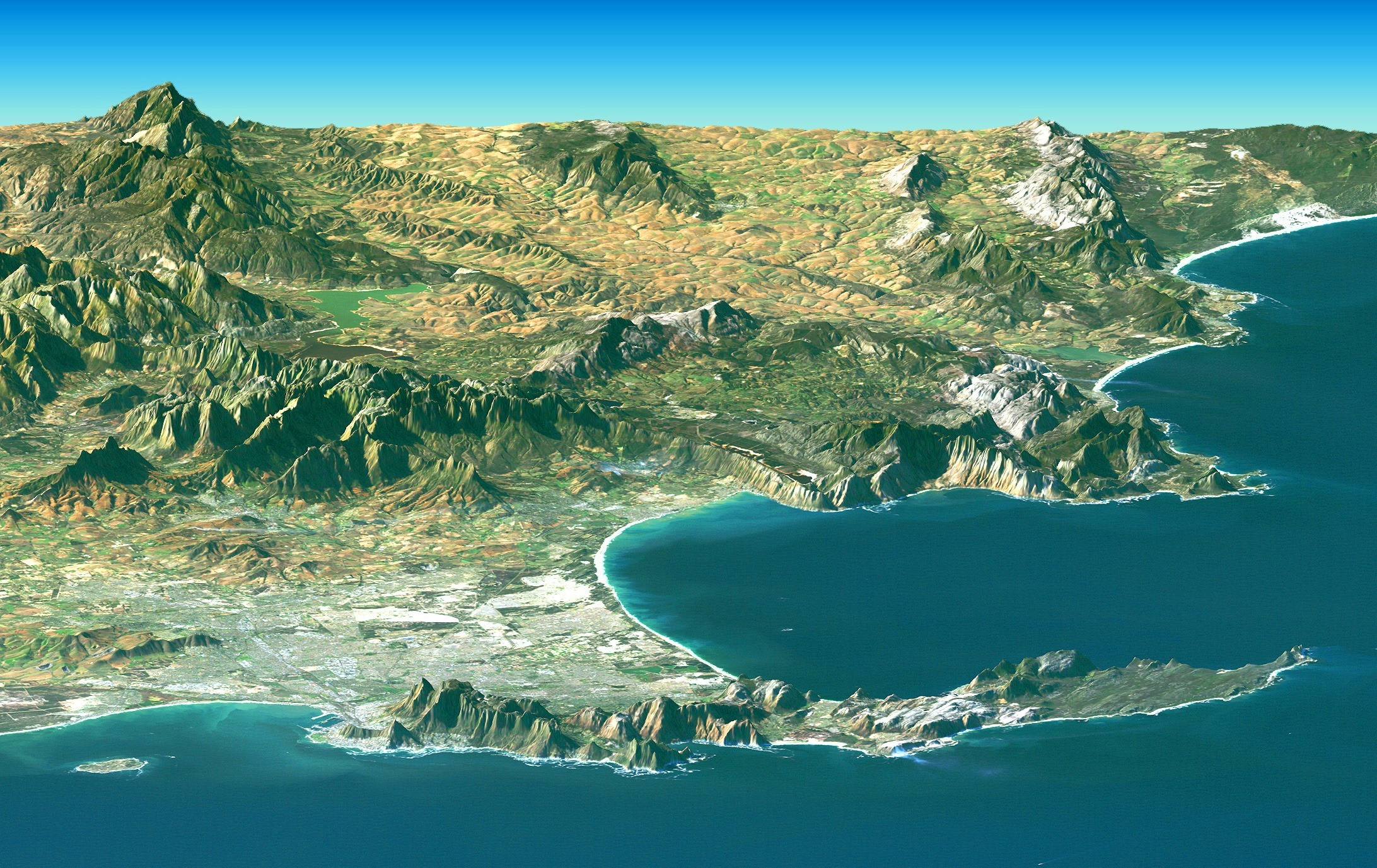